# Новоторецьке (Шахівська сільська громада)
Новоторе́цьке (до 1919 року Олено-Катеринівка, у 1919—1965 роках — Червоне) — село Шахівської сільської громаді Покровського району Донецької області, в Україні. Розташоване на березі річки Казенний Торець, за 20 км від залізничної станції Мерцалове. Дворів — 234. Населення — 587 осіб.

## Історія

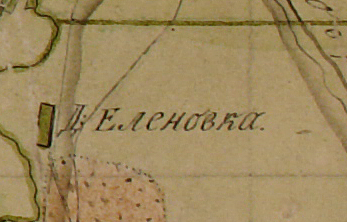
Новоторецьке на карті складеної в 1790-х роках.

### Заснування
За переказами, на початку ХYІІ стоhszzя тут був козацький хутір. Запорізькі козаки заснували його як сторожовий пост, з якого вони слідкували за переміщенням татар. Хутір розкинувся на березі річки Казенний Торець, а сторожовий пост на пагорбі протилежного берега річки.

### Російська імперія
З часом поселення отримало назву Олено-Катеринівка. На початку ХХ сторіччя в документах ще згадуються два окремих поселення Оленівка і Катеринівка.
Через село проходив Бахмутський шлях яким чумаки возили сіль. Донині не забуті імена чумаків, які загинули і поховані біля села. Про це свідчать назви могил: «Грицькова могила», «Микишкин яр», «Дурний яр», який був дуже поганий до переїзду.
Після ліквідації Запорізької Січі частина козаків покинули село. А село було подаровано поміщику Олесію Коптєву і отримала назву Коптєве. У 1911 році в селі збудована земська школа.

### Революція 1917—1922
Радянська влада встановлена в грудні 1917 року. У 1919 році організований комнезам, першим головою якого був Н. І. Кордюков (згодом по звірячому замучений білогвардійцями). У 1919 році село перейменоване на село Красне.
Біля Новоторецького відбувся бій загонів Криворіжжя, Сергіївки та Св'ятогорівки.

### УРСР
У роки колективізації багато хазяйновитих селян було розкуркулено. Відлучених від господарств уже не висилали до Сибіру, бо й тут потрібні були робочі руки.

### Голодомор
```
 
Ситник Віра Олексіївна 1931 року народження село Новоторецьке

 Які були причини голоду? 
 Ой, дитино, воно одне к одному!
 Хто забирав зерно?
 А хто його знає? Прийшли й забрали.
 Коли почали помирати?
 Як виснажились так і пухли й помирали.
 Чи можно було щось купити?
 Мама в село Чапліне ходила там краще було.
 Де хоронили померлих від голоду?
 Хто і де незнаю. Та й ховати ні в чому було. Так ото кидали і все.
 Чи відомі місця захороннення померлих від голоду в селі?
 Ну на кладовищі! Мабуть там, воно у нас старе.
[
1
]
```

У 1930 в селі Красне проведена колективізація.

### Друга світова війна
У 1941 році селяни зібрали багатий урожай. Але до приходу окупаційних військ майже все зерно за наказом керівництва було знищене.
У боротьбі проти німецько-нацистських загарбників у роки німецько-радянської війни брали участь 285 жителів села, з них 138 відзначені орденами і медалями, 124 віддали життя за радянську Батьківщину.

### Післявоєнна доба
У 1948 році воїнам, загиблим при звільненні села Новоторецьке від гітлерівців, встановлено пам'ятник.
У 1962 році після ліквідації Добропільського району, село Красне перейменували в село Новоторецьке. У 60-80 роки ХХ сторіччя на території села була розташована центральна садиба колгоспу «Зоря».

### Незалежна Україна
17 липня 2016 року в селі пройшли перші вибори старости села Новоторецьке, який повинен був представляти жителів колишнього Новоторецької ради, у виконкомі Шаховської територіальної громади, село Новоторецьке (дільниця № 140235, села Новоторецьке, Коптєве, Бойківка) — з 2 кандидатів перемогу отримав Махниборода Андрій Сергійович.

27 липня 2015 року в село ввійшло до складу новоствореної Шахівської сільської громади.

## Новоторецька ЗОШ І—ІІІ ступенів
У 1911 році школа прийняла перших учнів Краснянська (Новоторецька) школа, яку відкрило земство. Першим учителем був А. Г. Галкін. У 1917 році школа була закрита і відновила свою роботу тільки 1925 році як початкова. В 1930 році вона реорганізована в семирічну. У 1957 році школа стала середньою. Школа закрита у 2007 році.

## Відомі люди
- Коптєв Іван — поміщик, перший власник села.

- Ферапонт Кордюков і Григорій Новиков — жителі села, за часів царської Росії повні кавалери «Георгієвського хреста»

- А. П. Царьов — академік Московської сільськогосподарської академії.

## Жертви сталінських репресій
- Данченко (Донченко) Марія Кузьмівна, 1920 року народження, село Селидівка Селидівського району Донецької області, українка, освіта вища, безпартійна. Проживала в селі Красне
- Курдюков Володимир Юхимович, 1900 року народження, село Красне Добропільського району Донецької області, українець, освіта початкова, безпартійний. Проживав у місті Постишеве Донецької області, селище Чубаря, вулиця Жовтнева, будинок № 50. Юрисконсульт «Доннархарчу». Заарештований 29 липня 1937 року. Засуджений трійкою УНКВС по Донецькій області до розстрілу з конфіскацією майна. Вирок приведено до виконання 2 лютого 1938 року у місті Сталіне (місто Донецьк). Реабілітований у 1957 році.